# Campionati mondiali di bob 1930
I Campionati mondiali di bob 1930, prima edizione della manifestazione organizzata dalla Federazione Internazionale di Bob e Skeleton, si sono disputati, unicamente per il bob a quattro, il 25 e 26 Gennaio a Caux-sur-Montreux, in Svizzera, sull'omonimo tracciato naturale. Non era ancora prevista nel panorama mondiale la gara di bob a due, che sarebbe stata introdotta a partire dall'edizione del 1931.
L'edizione ha registrato la partecipazione di 12 equipaggi in rappresentanza di 8 Nazioni e ha visto prevalere l'Italia che si aggiudicò la medaglia d'oro sulle tre assegnate in totale, sopravanzando la Svizzera con un argento e la Germania con un bronzo. L'unico titolo stato infatti conquistato nel bob a quattro da Franco Zaninetta, Giorgio Biasini, Antonio Dorini e Gino Rossi.

## Risultati

### Bob a quattro
| Pos. | Atleti                                                     | Nazione       | Tempo    |
| ---- | ---------------------------------------------------------- | ------------- | -------- |
|      | Franco Zaninetta Giorgio Biasini Antonio Dorini Gino Rossi | Italia I      | 11:29.95 |
|      | Jean Mollen John Schneiter André Mollen William Prichard   | Svizzera II   | 11:36.65 |
|      | Fritz Grau Picker Bertram Albert Brehme                    | Germania II   | 11:36.95 |
| 4    | Grosjean                                                   | Svizzera I    | 11:43.17 |
| 5    | Wallace                                                    | Regno Unito I | 11:46.65 |
| 6    | Rigazzio                                                   | Italia II     | 11:47.13 |
| 7    | Martinez de Haz                                            | Argentina I   | 11:51.94 |
| 8    | Lefebvre                                                   | Francia I     | 12:13.26 |
| 9    | Muletat                                                    | Francia II    | 12:54.16 |
| 10   | Zahn                                                       | Germania I    | 12:57.59 |

## Medagliere
| Posizione | Nazione  | Oro | Argento | Bronzo | Totale |
| --------- | -------- | --- | ------- | ------ | ------ |
| 1         | Italia   | 1   | 0       | 0      | 1      |
| 2         | Svizzera | 0   | 1       | 0      | 1      |
| 3         | Germania | 0   | 0       | 1      | 1      |
| Totale    | Totale   | 1   | 1       | 1      | 3      |